# 2023年タイ・オープン (バドミントン)
2023年タイ・オープン (TOYOTA GAZOO RACING Thailand Open 2023)は、5月30日から6月4日まで開催されたタイ・オープンである。会場は、バンコク、フアマーク・インドアスタジアム。

## 競技結果
| 種目           | 金                           | 銀                                                            | 銅                                                                  |
| -------------- | ---------------------------- | ------------------------------------------------------------- | ------------------------------------------------------------------- |
| 男子シングルス | クンラブット・ビチットサーン | 李卓耀                                                        | トマ・ジュニア・ポポフ                                              |
| 男子シングルス | クンラブット・ビチットサーン | 李卓耀                                                        | ラクシャ・セン                                                      |
| 女子シングルス | 安洗塋                       | 何冰嬌                                                        | ミア・ブリクフェルト                                                |
| 女子シングルス | 安洗塋                       | 何冰嬌                                                        | カロリーナ・マリン                                                  |
| 男子ダブルス   | 梁偉鏗 王昶                  | ムハマド・ショヒブル・フィクリ バガス・マウラナ               | 催率圭 金元昊                                                       |
| 男子ダブルス   | 梁偉鏗 王昶                  | ムハマド・ショヒブル・フィクリ バガス・マウラナ               | マルクス・フェルナルディ・ギデオン ケビン・サンジャヤ・スカムルジョ |
| 女子ダブルス   | 金昭映 孔熙容                | ベンヤパ・エイムサード ヌンタカーン・エイムサード             | 白荷娜 李紹希                                                       |
| 女子ダブルス   | 金昭映 孔熙容                | ベンヤパ・エイムサード ヌンタカーン・エイムサード             | ジョンコルファン・キティタラクル ラウィンダ・プラジョンジャイ       |
| 混合ダブルス   | 金元昊 鄭娜銀                | デチャポル・プアヴァラヌクロー サプシリー・タエラッタナチャイ | 葉宏蔚 李佳馨                                                       |
| 混合ダブルス   | 金元昊 鄭娜銀                | デチャポル・プアヴァラヌクロー サプシリー・タエラッタナチャイ | マシアス・クリスティアンセン アレクサンドラ・ボイエ                 |